# 기독교대구방송
기독교대구방송(상호명 : 대구씨비에스, 약칭 : 대구CBS, 영어: Daegu Christian Broadcasting System)은 개신교계 방송 중 하나로서, 대한민국 대구·경북 지역의 민영 방송이다. 방송국은 동침산네거리에 있다.
지상파 라디오 방송국을 가지고 있으며, 씨비에스 기업집단의 주력 업체로 CBSi, 노컷뉴스 등 다수의 계열사를 아래에 두고 있다.

## 연혁

### 1950년대
- 1959년 3월 26일 : 제1대 CBS대구방송 국장 감의도 (재임기간 : 1959.03.26 ~ 1961.04.06)
- 1959년 3월 26일 : CBS대구방송이 지역 최초의 민간방송으로 개국 호출부호:HLKT, 출력:250W, 주파수: AM 1000kHz

### 1960년대
- 1961년 4월 6일 : 제2대 CBS대구방송 국장 신태식 (재임기간 : 1961.04.06 ~ 1963.03.29)
- 1963년 4월 23일 : 제3대 CBS대구방송 국장 서주봉 (재임기간 : 1963.04.23 ~ 1967.12.29)
- 1963년 11월 15일 : 연주소를 계명대학교 대명캠퍼스 구내에서 중구 전동 23번지로 이동, AM 송신소를 칠곡군 매천동(현 대구 북구 매천동)으로 신축 이전
- 1967년 1월 1일 : 대구기독교방송을 기독교대구방송으로 개칭
- 1968년 1월 5일 : 제4대 CBS대구방송 국장 김봉배 (재임기간 : 1968. 01. 05 ~ 1968. 05. 27)
- 1968년 5월 27일 : 제5대 CBS대구방송 국장 박대인 (재임기간 : 1968. 05. 27 ~ 1971. 06. 05)

### 1970년대
- 1971년 5월 8일 : 출력 10kW로 증강, 주파수 1250kHz로 변경
- 1971년 6월 5일 : 제6대 CBS대구방송 국장 서주봉 (재임기간 : 1971.06.05 ~ 1972.11.30)
- 1972년 12월 1일 : 제7대 CBS대구방송 국장 김인한 (재임기간 : 1972. 12. 01 ~ 1974. 03. 31)
- 1974년 4월 1일 : 제8대 CBS대구방송 국장 안상현 (재임기간 : 1974. 04. 01 ~ 1975.06.30)
- 1975년 6월 5일 : 연주소를 대구 동성로2가 대구백화점 10층으로 이전
- 1975년 7월 1일 : 제9대 CBS대구방송 국장 조병해 (재임기간 : 1975.07.01 ~ 1980.03.31)
- 1977년 9월 29일 : 북구 침산동 3-7번지 현 부지로 사옥신축 기공
- 1978년 11월 7일 : 침산동 신축사옥 준공 연주소 이전 (연건평 753평 지상 5층 지하 1층)
- 1978년 11월 12일 : 주파수 1250kHz를 1251kHz로 변경

### 1980년대
- 1980년 4월 1일 : 제10대 CBS대구방송 국장 이용철 (재임기간 : 1980.04.01 ~ 1982.08.31)
- 1980년 11월 25일 : 언론통폐합으로 뉴스 중단
- 1980년 11월 30일 : 언론통폐합으로 광고방송 중단
- 1980년 12월 1일 : 보도 업무부 기구 폐지, 보도 방송 기술요원 일부 KBS로 흡수
- 1981년 3월 9일 : 기독교 대구방송 선교후원회 조직
- 1982년 9월 1일 : 제11대 CBS대구방송 국장 조병해 (재임기간 : 1982.09.01 ~ 1993.10.31)
- 1983년 11월 1일 : 제12대 CBS대구방송 국장 한상용 (재임기간 : 1983.11.01 ~ 1985.04.30)
- 1985년 5월 1일 : 제13대 CBS대구방송 국장 한국명 (재임기간 : 1985.05.01 ~ 1987.01.25)
- 1986년 3월 3일 : CBS여성합창단 창단
- 1987년 1월 26일 : 제14대 CBS대구방송 국장 김경도 (재임기간 : 1987.01.26 ~ 1987.10.15)
- 1987년 10월 16일 : 제15대 CBS대구방송 본부장 한상용 (재임기간 : 1987.10.16 ~ 1990.11.30)
- 1987년 10월 19일 : 뉴스 및 협찬광고 일부 재개
- 1988년 1월 1일 : 보도부 업무부 부활
- 1989년 1월 1일 : 뉴스광고 기능 완전 회복

### 1990년대
- 1990년 12월 1일 : 제16대 CBS대구방송 본부장 박병화 (재임기간 : 1990. 12.01. ~ 1992.10.15), CBS대구방송 본부로 기구개편
- 1991년 1월 17일 : 새 송신소 건립위원회 구성
- 1991년 9월 19일 : 조야동 AM 라디오 송신소 기공
- 1992년 3월 2일 : 조야동 AM 라디오 송신소 신축, 이전
- 1992년 10월 15일 : 제17대 CBS대구방송 본부장 윤석천 (재임기간 : 1992.10.15. ~ 1993.09.13.)
- 1993년 9월 13일 : 제18대 CBS대구방송 본부장 안용민 (재임기간 : 1993.09.13. ~ 1994.04.01.)
- 1994년 4월 1일 : 제19대 CBS대구방송 본부장 박병화 (재임기간 : 1994.04.01. ~ 1996.05.31.)
- 1996년 6월 1일 : 제20대 CBS대구방송 본부장 신원영 (재임기간 : 1996.06.01. ~ 1997.08.31.)
- 1997년 9월 1일 : 제21대 CBS대구방송 본부장 김용한 (재임기간 : 1997.09.01. ~ 1998.01.19.)
- 1998년 1월 20일 : 안동지역 CBS선교후원회 조직
- 1998년 7월 25일 : 표준FM방송 설립을 위한 선교후원회 조직
- 1998년 11월 12일 : 제22대 CBS대구방송 본부장 안윤석 (재임기간 : 1998.07.25. ~ 2000.07.24.)
- 1998년 12월 19일 : 제23대 CBS대구방송 본부장 한용상 (재임기간 : 1998.01.20. ~ 1998.07.24.)
- 1999년 1월 1일 : 표준FM 103.1MHz 허가
- 1999년 1월 28일 : 영천지역 CBS선교후원회 조직
- 1999년 3월 20일 : 경청지역 CBS선교후원회 조직
- 1999년 3월 25일 : 표준FM 103.1MHz 스테레오 방송 개시
- 1999년 7월 1일 : 경주지역 CBS선교후원회 조직
- 1999년 7월 8일 : 구미지역 CBS선교후원회 조직
- 1999년 8월 10일 : 인터넷 홈페이지 개설(http://www.dgcbs.co.kr)
- 1999년 9월 18일 : CBS소년소녀합창단 창단
- 1999년 9월 30일 : CBS 챔버앙상블 창단
- 1999년 12월 9일 : CBS 여성합창단 후원회 조직

### 2000년대
- 2000년 3월 18일 : CBS 챔버앙상블 창단 연주회
- 2000년 5월 15일 : 인터넷 방송국 개국 (표준FM 및 음악FM 실시간 생중계)
- 2000년 7월 15일 : CBS대구방송 찬양곡 1,2,3 집 CD제작
- 2000년 7월 25일 : 제24대 CBS대구방송 본부장 김항진 (재임기간 : 2000.07.25. ~ 2001.11.23.)
- 2000년 10월 28일 : CBS 소년소녀합창단 창단연주회
- 2001년 6월 25일 : 침산2동 22-94 한옥 매입
- 2001년 8월 20일 : 한옥 매입 등기 소유권이전등기 완료
- 2001년 9월 12일 : 주차장 (직원용) 공사 완공
- 2001년 12월 5일 : 제25대 CBS대구방송 본부장 노병유 (재임기간 : 2001.11.24 ~ 2003.4.13)
- 2003년 4월 1일 : 제26대 CBS대구방송 본부장 이정식(재임기간 : 2003.04.14~2003.07.09)
- 2003년 7월 1일 : 제27대 CBS대구방송 정용교 본부장(재임기간 : 2003.07.10 ~2005.10.06)
- 2003년 7월 10일 : 제13회 CBS여성합창단 정기연주회 (대구시민회관 대강당)
- 2003년 9월 1일 : 제2회 CBS엘림합창단 정기연주회 (대구시민회관 대강당)
- 2003년 10월 7일 : 2003 CBS가을음악회 (대구시민회관 대강당)
- 2003년 10월 28일 : 2003 CBS송년음악회 (대구시민회관 대강당)
- 2003년 12월 16일 : 제27대 CBS대구방송 정용교 본부장 취임 (재임기간 : 2003.07.10 ~ 2005. 10. 6)
- 2005년 9월 8일 : CBS창사 51주년 및 2011년 세계육상선수권대회 유치기원 대구경북대회 -장경동 목사 초청 부흥회(대구실내체육관)
- 2005년 10월 4일 : 제3회 엘림합창단 정기연주회(동구문화예술회관)
- 2005년 10월 6일 : 제28대 CBS대구방송 윤기화 본부장 취임 (재임기간 : 2005.10.06~2007.06.04)
- 2005년 10월 20일 : 제5회 소년소녀합창단 정기연주회(대구시민회관)
- 2005년 11월 7일 : 제15회 여성합창단 정기연주회(대구시민회관)
- 2005년 11월 29일 : 수험생을 위한 CBS청소년 음악회(대구시민회관)
- 2005년 12월 15일 : 제2회 남성합창단 정기연주회(대구시민회관)
- 2006년 3월 21일 : 교회음향세미나(대구남부교회)
- 2006년 3월 28일 : 대구CBS 창립 47주년 기념음악회(대구시민회관)
- 2006년 4월 3일 : 영상설교세미나(대구남부교회)
- 2006년 7월 27일 ~ 7월 29일 : 중고등부수련회(대경대학)
- 2006년 10월 9일 : 조이엘 워십 아카데미 창단
- 2006년 10월 18일 ~ 10월 20일 : 18(수) 대구서형교회/19(목) 구미상모교회/20(금) 경산중앙교회 대구경북지역 복음화 및 교회와의 유대강화 부흥집회
- 2006년 10월 28일 : 소년소녀합창단 정기연주회(대구시민회관)
- 2006년 10월 31일 : 여성합창단 정기연주회(창립 20주년 기념-오페라하우스)
- 2006년 11월 14일 : 남성합창단 정기연주회(동구문화체육회관)
- 2006년 11월 17일 : 엘림합창단 정기연주회(대구시민회관)
- 2006년 11월 21일 : 가을음악회(대구시민회관)
- 2006년 12월 11일 : 장애인, 소년소녀가장, 재가복지시설 생활자 초청 음악회 사랑, 섬김, 나눔 성탄음악회
- 2007년 3월 26일 : 48주년 기념 음악회(대구시민회관)
- 2007년 5월 3일 : 대구지역 교계 부흥을 위한 토론회(대구대봉교회)
- 2007년 5월 5일 : 대구CBS배 탁구대회(대구내당교회)
- 2007년 6월 23일 : 전국성가경연대회(대구시민화관)
- 2007년 6월 27일 : 제29대 대구CBS 조영훈 본부장 취임
- 2008년 3월 1일 : 제2회 대구CBS배 탁구대회(대구시민체육관)
- 2008년 4월 29일 : 창립49주년 기념 음악회(대구시민회관)
- 2008년 5월 31일 : 소년소녀합창단 제7회 정기연주회(학생문화센터)
- 2008년 6월 3일 : 제17회 여성합창단 정기연주회(수성아트피아)
- 2008년 6월 30일 : 제30대 김봉남 본부장 취임
- 2008년 9월 9일 : 남성합창단 정기연주회
- 2008년 10월 17일 : CBS가을 음악회
- 2008년 12월 1일 : CBS 아마추어 골프대회
- 2009년 3월 24일 : 창립50주년 기념음악회(대구시민회관)
- 2009년 4월 25일 : 제3회 대구CBS배 탁구대회(신명고등학교강당)
- 2009년 6월 15일 : 제31대 박영환 본부장 취임

### 2010년대
- 2010년 3월 27일 : 2011 세계육상선수권대회 성공기원 CBS 음악회(대구오페라하우스)
- 2010년 10월 5일 : 경북지역 외국인 유학생 독도 탐방
- 2010년 10월 25일 : 대구 CBS 오페라 갈라 콘서트 (대구오페라하우스)
- 2010년 11월 27일 : 창립 51주년 기념 CCM 콘서트
- 2010년 12월 17일 : 제32대 김일억 본부장 취임
- 2011년 4월 9일 : 창립 52주년 기념 뮤지컬 갈라 콘서트 (대구오페라하우스)
- 2011년 5월 7일 : 대구CBS배 탁구대회 (대구시민체육관)
- 2011년 6월 1일 : 제33대 박만석 본부장 취임
- 2011년 10월 23일 : 외국인 근로자 음악회 (구미시문화예술회관)
- 2011년 12월 3일 : 청소년 CCM 콘서트 (영남대 천마아트센터)
- 2012년 2월 6일 : CBS여성합창단과 엘림합창단 통합 (명칭은 "CBS여성합창단"사용)
- 2012년 3월 27일 : 창립53주년 기념식 개최 (CBS강당)
- 2012년 4월 17일 : 금난새초청 오페라갈라콘서트 (오페라하우스)
- 2012년 4월 19일 : 여성합창단 해외순회공연 (싱가폴, 말레이시아 등)
- 2012년 4월 21일 : CBS배 대구경북지역 교회 탁구대회 (대구체육관)
- 2012년 6월 9일 : 유니세프후원 CBS 음악회 (낙동강 강정보)
- 2012년 6월 28일 : 제34대 윤병대본부장 취임
- 2012년 8월 28일 : 대구CBS 운영이사회 개최
- 2012년 9월 26일 : 대구CBS 홈페이지 리뉴얼 완료
- 2012년 10월 4일 : CBS 영천시민과 함께하는 한마음음악회
- 2012년 10월 8일 : 인터넷 라디오 '레인보우'서비스 개시
- 2012년 11월 20일 : CCM뮤지컬 갈라콘서트 개최(대구오페라하우스)
- 2012년 11월 23일 : 대구CBS 운영이사회(장희종 신임이사장 선출)
- 2012년 12월 22일 : 제2회 크리스마스 거리문화축제(대백앞 광장)
- 2013년 1월 20일 : 제3대 장희종 운영이사장 취임식
- 2013년 3월 25일 : 대구CBS 운영이사회 개최, 창립 54주년 기념식 개최
- 2013년 4월 18일 : 창립 54주년 기념 음악회 '남경주 최정원의 뮤지컬 갈라콘서트'(오페라하우스)
- 2013년 4월 20일 : 제 7회 대구CBS배 탁구대회(대구체육관)
- 2013년 6월 3일 : 장경동 목사 초청 힐링부흥회(3일 구미상모교회,4일 순복음대구교회)
- 2013년 8월 1일 : 대구CBS 안동중계소 설립 허가
- 2013년 9월 12일 : 안동중계소 설립 교계설명회(안동)
- 2013년 10월 18일 : 대구CBS 운영이사회 개최
- 2013년 11월 5일 : 이단대책 컨퍼런스 개최(대구성시화운동본부 공동주최/대구중앙교회)
- 2013년 11월 6일 : 안동중계소 설립허가 감사예배(안동교회/ 강사 김학중 목사)
- 2013년 11월 26일 : CCM 뮤지컬 갈라콘서트 개최(대구오페라하우스)
- 2013년 12월 5일 : CBS안동중계소 설립 감사 및 후원의 밤(안동 리첼호텔)
- 2013년 12월 10일 : 여성합창단 제 21회 정기연주회(수성아트피아)
- 2013년 12월 19일 : 제3회 크리스마스 거리문화축제(동성로 야외무대)
- 2014년 2월 3일 : 안동중계소설립 특별모금방송(3-7일)
- 2014년 2월 6일 : 농촌교회 선교후원금 전달(예천 백송교회등 8개 교회)
- 2014년 3월 27일 : 대구CBS 창립55주년 감사예배(3층 대강당)및 운영이사회 개최
- 2014년 4월 24일 : 창립55주년기념 '인순이 한지상 뮤지컬갈라콘서트'(대구 오페라하우스)
- 2014년 5월 10일 : 제8회 대구CBS배 탁구대회(대구체육관)
- 2014년 5월 18일 : 대구CBS소년소녀합창단 제10회 정기연주회(문화예술회관)
- 2014년 5월 28일 : 지방선거 대구시장 후보 초청토론회(영남일보 공동주최)
- 2014년 6월 11일 : CBS안동중계소 준공허가
- 2014년 6월 12일 : 대구CBS 운영이사회 개최(비원)
- 2014년 6월 16일 : 김학중목사 초청 힐링부흥회(16일 대구중앙교회,17일 구미상모교회)
- 2014년 6월 25일 : CBS안동중계소 개국기념 '말씀과 찬양의 밤'행사(안동서부교회)
- 2014년 10월 16일 : 대구CBS 운영이사회 개최(비원)
- 2014년 11월 8일 : '제3회 라디오와 함께하는 대구근대골목투어’(코바코 공동개최)
- 2014년 11월 9일 : 대구CBS 여성합창단 작은음악회(대구서문교회)
- 2014년 11월 17일 : 대구CBS 창립55주년기념 가을CCM 콘서트(수성아트피아)
- 2014년 11월 23일 : 대구CBS여성합창단 해외연주(중국 상해한인연합교회)
- 2014년 12월 18일 : 제35대 대구CBS 김창수본부장 취임
- 2014년 12월 20일 : 제4회 크리스마스 거리문화축제 개최(동성로 야외무대)
- 2015년 1월 22일 : 대구CBS 운영이사회 정기총회(비원, 박희종목사 이사장 선출)
- 2015년 3월 26일 : 대구CBS 창립 56주년 감사예배(3층 강당)
- 2015년 4월 21일 : 창립56주년기념음악회'금난새와 함께하는 해피클래식'(대구시민회관)
- 2015년 5월 23일 : 제9회 대구CBS배 탁구대회(대구실내체육관)
- 2016년 4월 23일 : 57주년 창립 음악회 (수성아트피아)
- 2016년 9월 5일 : 대구 CBS 음악홍보대사 위촉식
- 2016년 11월 13일 : 대구 CBS 소년소녀 합창단 정기연주회
- 2016년 12월 10일 : 제6회 크리스마스 거리문화축제 대구백화점 앞 야외무대
- 2017년 3월 : 음악FM 신규 설립 허가. 주파수 97.1MHz, 출력 1kW
- 2017년 5월 18일 : 58주년 창립음악회 (수성아트피아)
- 2017년 5월 20일 : 제11회 대구CBS배 탁구대회
- 2017년 6월 23일 : 제36대 대구CBS 감일근 본부장 부임
- 2017년 7월 13일 : 영화 ‘예수는 역사다’ 개봉
- 2017년 9월 12일 : 대구CBS 새 사옥 건축 승인
- 2017년 11월 2일 : 대구버스, 택시조합 음악FM MOU 체결
- 2017년 12월 1일 : 대구 음악FM(97.1MHz) 개국 및 송출식
- 2017년 12월 9일 : 제7회 크리스마스 거리문화축제 대구백화점 앞 야외무대
- 2018년 2월 7일 : 대구 음악FM 개국감사 이벤트 상품 전달식
- 2018년 2월 22일 : 제1회 대구시의 발전과 부흥을 위한 CBS조찬기도회(범어교회)
- 2018년 3월 2일 : 대구CBS 새사옥 건축 CM업무 개시, 대구CBS 새사옥 건축 설계용역 계약
- 2018년 4월 3일 : 창립 59주년 기념 음악회 (대구오페라하우스)
- 2018년 4월 22일 : 제12회 대구CBS배 탁구대회
- 2018년 5월 21일 : 6.13 지방선거 대구광역시장 후보 토론회
- 2018년 6월 5일 : 안동CBS 개국 4주년 JOY4U 찬양콘서트(안동 문화예술의 전당)
- 2018년 7월 19일 : 영화 ‘신은 죽지 않았다’ 개봉
- 2018년 9월 6일 : 대구CBS 신 사옥 건축 기공식, 대구CBS 신사옥 건축 기공 감사예배 (대구 창조경제단지 컨벤션센터)
- 2019년 10월 30일 : 대구CBS 새사옥 준공 및 개국 60주년 기념식 (대구 인터불고 호텔)
- 2019년 11월 1일 : 대구CBS 신 사옥 커팅식, 대구CBS 새사옥 준공 및 창사 60주년 기념식

### 2020년대
- 2021년 12월 12일 ~ 2022년 6월 11일: AM방송 송출 일시 휴지, 2022년 7월 11일까지 휴지 연장
- 2022년 7월 12일: 조야송신소 AM 송출 중단
- 2023년 7월 1일: 대구CBS 경상북도 군위군 → 대구광역시 군위군 통합

## 프로그램
- 당신과 찬양을, 이현정입니다
- 박준상의 모닝팝업
- 뉴스필터
- 대구CBS 10시 뉴스
- 대구CBS 정오뉴스
- 대구CBS 저녁 종합뉴스
- 생명의양식
- 은혜의 강가로
- 교계소식(낮)
- 날마다 주님과 함께
- 저높은 곳을 향하여
- 교계소식(아침)
- 아침강단
- 복음의 메아리
- 믿음위에서서
- 진리의 등대
- 진리의 말씀
- 사랑의 종소리
- 대구 제일의 시간
- 라디오교회
- 소망의소리
- 행복의 메시지
- 축복의 통로
- 주와 함께 가는 길
- 중앙침례의 시간
- 은혜의 말씀
- 김은영의 축복송[1]
- 송정훈의 샬롬 CCM[1]
- 장병의 시간
- 대구 중앙의 시간
- 라디오 강단
- 교계소식(저녁)

## 방송 송출 시설망
| 대구CBS 라디오 (제1FM) | 대구CBS 라디오 (제1FM) | 대구CBS 라디오 (제1FM) | 대구CBS 라디오 (제1FM) | 대구CBS 라디오 (제1FM)                                  |
| 송신소                 | 주파수                 | 출력                   | 호출부호               | 송신소 위치                                             |
| ---------------------- | ---------------------- | ---------------------- | ---------------------- | ------------------------------------------------------- |
| 팔공산 송신소          | FM 103.1㎒             | 5㎾                    | HLKT-SFM               | 경북 영천시 신녕면 치산리 산141-5 (TBC)                 |
| 안동 중계소            | FM 92.3㎒              | 500W                   | HLKT-SFM               | 경북 안동시 남선면 현내리 1-5 (cpbc 대구가톨릭평화방송) |
| 대구CBS 음악FM (제2FM) |                        |                        |                        |                                                         |
| 송신소                 | 주파수                 | 출력                   | 호출부호               | 송신소 위치                                             |
| 앞산 송신소            | FM 97.1㎒              | 1㎾                    | HLKT-FM                | 대구 남구 대명동 산227-1 (KBS대구방송총국)              |

### 라디오 시보 멘트
- 표준FM 103.1MHz, 안동 92.3MHz 대구CBS 라디오입니다. HLKT
- 새로운 음악세상 FM 97.1MHz, 대구CBS 음악FM입니다. HLKT
- 새로운 음악세상 97.1MHz, 여러분의 CBS 음악FM입니다. HLKT

## 인근의 타 방송사
- KBS대구방송총국
- 대구MBC
- TBC
- febc 대구극동방송
- cpbc 대구가톨릭평화방송
- BBS 대구불교방송
- WBS 대구원음방송
- TBN 대구교통방송
- 성서공동체FM
- 대구국악방송